# Коль (король Швеции)
Коль (швед. Kol; ум. 1173) — претендент на шведский трон родом из Дома Сверкеров. Он действовал вместе со своим родственником Бурислевом против короля Кнута I, принадлежащего к Дому Эриков. Два претендента, которые были братьями, двоюродными братьями, или дядей и племянником, возможно, никогда не контролировали значительно больше, чем провинция Эстергётланд, которая была вотчиной династии. Считается, что Коль принимал участие в этой борьбе с 1167 года и до момента своей насильственной смерти.

## Происхождение
В самых ранних источниках Коль упоминается как Коль Сверкерссон, базируясь на недоказанном предположении, что он был сыном короля Швеции Сверкера I. Несмотря на это, единственный источник, который говорит что-либо о его происхождении — средневековая генеалогия, скопированная Олаусом Петри в XVI веке: «Suercherus Rex senior ... genuit Carolum Regem et Johannem ducem et Sunonem Sijk ... Johannes dux genuit Koll Regem, Ubbe fortem et Burislevum Regem». Другими словами, генеалогия утверждает, что он был внуком Сверкера и сыном принца Йохана, и что его братьями были Уббе Сильный и король Бурислев. Средневековый список пожертвований указывает, что мать Коля звали Рагнхильдой. Возможно, она была родственницей ярла Гутторма, который пожертвовал землю аббатству в Врете от ее имени.
Предположение о том, что он был сыном Сверкера, основано на датском источнике, в котором упоминается, что Сверкер имел сына Болеслава (Бурислева). Этот сын был идентифицирован некоторыми историками (такими как Натанаэль Бекман в Svenskt biografiskt lexikon) как претендент на трон с тем же именем, и, таким образом, Колю был приписан Сверкер I в качестве отца.

## Схватка за корону
Принц Йохан был убит в результате инцидента с шведскими крестьянами около 1152 года. Поскольку он умер молодым, его сыновья в то время должны были быть ещё младенцами. Дядя Коля, король Швеции Карл VII был убит Кнутом I в Висингсё в 1167 году. После этого Коль был признан королём, по крайней мере, в некоторых частях Швеции, предположительно в Эстергётланде, который был вотчиной династии. Он занимал трон в оппозиции к Кнуту в течение нескольких лет, вместе со своим братом или дядей Бурислевом. В краткой летописи «Закона Готланда» говорится о немногих известных деталях: «Король Кнут I покорил Швецию своим мечом и убил короля Коля и короля Бурислева, имел много сражений в Швеции и победил в них всех». Ещё немного известно о Коле из средневековых списков пожертвований. Он владел землёй во Фрёнесе на острове Эланд и пожертвовал её своей матери Рагнхильде, которая, в свою очередь, передала её аббатству Вреты, когда она ушла в аббатство в качестве монахини. В папском письме от 1171 или 1172 года упоминается «К.», который был королём свеев и гётов; неясно, подразумевается ли здесь Коль или Кнут. Коль был, вероятно, убит в битве или убит людьми Кнута около 1173 года. Источник XIV века утверждает, что он был убит в Бьельбу. После его смерти его родственники пожертвовали землю аббатству Вреты за упокой души, указав, что они смогли сохранить свои владения после победы Кнута.
Хотя несколько источников утверждают, что Коль на самом деле был королём Швеции в течение нескольких лет, Королевский суд Швеции не признает его как такового в своём официальном списке правителей.